# Schlüterbrot
Schlüterbrot ist ein leichtverdauliches Roggenmischbrot mit Vollkorncharakter, das etwa 25 % Schlütermehl und etwa 10 % Weizenmehl enthält.

## Herstellung
Schlütermehl wird nach dem Schlüterverfahren hergestellt, das Theodor Schlüter 1890 in Dresden entwickelte und von der Schlüterbrotfabrik vertrieben wurde.
Bei der Herstellung von Schlütermehl wird die Kleie, die normalerweise nicht verdaulich ist, unter Druck mit Wasserdampf behandelt, um die Zellstruktur mürbe zu machen und damit die in der Kleie vorhandenen Nährstoffe (Aleuroneiweiß, lösliche Mineralstoffe und Vitamine) besser zugänglich zu machen. Reste von anhaftender Stärke werden zu Dextrinen abgebaut. Weil diese bei der anschließenden Trocknung karamellisieren, ist das Schlütermehl dunkelbraun. Es entstehen Röst- und Aromastoffe und die Wasseraufnahmefähigkeit wird erhöht.

## Eigenschaften
Durch diese besondere Behandlung wird die Kleie besser nutzbar gemacht und es entsteht ein bekömmliches, fein zerkleinertes, braunes, süßliches Roggenkleiemehl – das Schlütermehl.
Das Schlüterbrot hat eine sehr dunkle Krumenfarbe und besitzt neben den Bestandteilen eines Vollkornbrotes auch dessen weitere Vorzüge wie lange Frischhaltung und – wegen des sehr hohen Ballaststoffgehaltes – verdauungsfördernde Wirkung.
Wegen der hohen Wasseraufnahmefähigkeit des Schlütermehles ist das Brot sehr weich und hat kaum eine Kruste.

## Nährwert
100 g Schlüterbrot enthält durchschnittlich:
- 828 kJ (= 198 kcal) Energie (physiologischer Brennwert)
- 43,0 g Wasser
- 7,3 g Eiweiß
- 38,8 g Kohlenhydrate
- 8,1 g Ballaststoffe